# Дискография Скриллекса
Американский музыкальный продюсер, диджей, певец и автор песен Скриллекс выпустил три студийных альбома, семь мини-альбомов, 46 синглов (в том числе 17 в качестве приглашённого исполнителя) и 54 музыкальных клипа.
После ухода из постхардкор-группы From First to Last он выпустил свой дебютный мини-альбом Gypsyhook 7 апреля 2009 года на лейбле Atlantic Records под именем Сонни Мур. Затем он начал производить музыку под псевдонимом Скриллекс, выпустив второй мини-альбом My Name Is Skrillex для бесплатной загрузки на своей странице Myspace. За релизом последовал сингл «Weekends!!!» при участии Sirah, который был выпущен 25 октября 2010 года в США. Скриллекс получил известность в конце 2010 года, когда он выпустил третий мини-альбом Scary Monsters and Nice Sprites 22 октября на лейблах mau5trap и Big Beat Records. Релиз добился успеха, достигнув высшей позиции под номером 49 в американском чарте Billboard 200 и получив награду за «Лучший танцевальный/электронный альбом» на 54-й церемонии «Грэмми». Заглавный трек альбома, также выпущенный в качестве ведущего сингла, получил международное признание, получив награду за «Лучшую танцевальную запись» на вышеупомянутой церемонии и достиг высшей позиции под номером 69 в чарте Billboard Hot 100. Ремикс Мура на песню «Cinema» Бенни Бенасси также получил премию «Грэмми» за лучший неклассический ремикс.
7 июня 2011 года Скриллекс выпустил четвёртый мини-альбом More Monsters and Sprites, который в основном включал ремиксы предыдущих треков и попал в чарт Billboard 200. В мини-альбом вошли синглы «First of the Year (Equinox)», который достиг 85-й позиции в Hot 100, и «Ruffneck (Full Flex)», который достиг высшей позиции под номером 89 в Великобритании. В декабре 2011 года Скриллекс выпустил Bangarang, пятый мини-альбом, в котором он сотрудничал с The Doors, Элли Голдинг и Вольфгангом Гартнером. С тех пор Bangarang стал его самым коммерчески успешным мини-альбомом, достигнув высшей позиции под номером 15 в чарте Billboard 200, шесть в Канаде, 31 в Великобритании и четыре в Австралии. Шестой мини-альбом Leaving был выпущен 2 января 2013 года эксклюзивно для The Nest. Скриллекс выпустил свой дебютный студийный альбом Recess 14 марта 2014 года. В 2015 году Мур сотрудничал с Дипло на проекте Jack Ü, выпустив одноимённый альбом в феврале того же года. 17 и 18 февраля 2023 года Skrillex последовательно выпустил два новых альбома: Quest for Fire и Don’t Get Too Close.

## Студийные альбомы
| Название            | Детали                                                                                                   | Высшая позиция в чартах | Высшая позиция в чартах | Высшая позиция в чартах | Высшая позиция в чартах | Высшая позиция в чартах | Высшая позиция в чартах | Высшая позиция в чартах | Высшая позиция в чартах | Высшая позиция в чартах | Высшая позиция в чартах |
| Название            | Детали                                                                                                   | US                      | AUS                     | AUT                     | BEL (FL)                | CAN                     | FRA                     | NLD                     | SWE                     | SWI                     | UK                      |
| ------------------- | --- | ----------------------- | ----------------------- | ----------------------- | ----------------------- | ----------------------- | ----------------------- | ----------------------- | ----------------------- | ----------------------- | ----------------------- |
| Recess              | - Релиз: 17 марта 2014 - Лейбл: OWSLA, Big Beat, Atlantic - Формат: CD, LP, кассета, цифровая загрузка   | 4                       | 4                       | 14                      | 28                      | 3                       | 57                      | 42                      | 21                      | 11                      | 13                      |
| Quest for Fire      | - Релиз: 17 февраля 2023 - Лейбл: Owsla, Atlantic - Формат: CD, LP, кассета, цифровая загрузка, стриминг | 51                      | 33                      | 49                      | 119                     | 29                      | 159                     | —                       | —                       | 57                      | 78                      |
| Don’t Get Too Close | - Релиз: 18 февраля 2023 - Лейбл: Owsla, Atlantic - Формат: CD, LP, кассета, цифровая загрузка, стриминг | —                       | —                       | —                       | —                       | —                       | —                       | —                       | —                       | —                       | —                       |

## Мини-альбомы
| Название                                                                                 | Детали                                                                                               | Высшая позиция в чартах | Высшая позиция в чартах | Высшая позиция в чартах | Высшая позиция в чартах | Высшая позиция в чартах | Высшая позиция в чартах | Высшая позиция в чартах | Высшая позиция в чартах | Высшая позиция в чартах | Высшая позиция в чартах | Сертификации |
| Название                                                                                 | Детали                                                                                               | US                      | AUS                     | BEL (FL)                | CAN                     | MEX                     | NOR                     | NZ                      | SWE                     | SWI                     | UK                      | Сертификации |
| ---------------------------------------------------------------------------------------- | --- | ----------------------- | ----------------------- | ----------------------- | ----------------------- | ----------------------- | ----------------------- | ----------------------- | ----------------------- | ----------------------- | ----------------------- | --- |
| Gypsyhook                                                                                | - Релиз: 7 апреля 2009 - Лейбл: OWSLA, Atlantic - Формат: лимитированная серия CD, цифровая загрузка | —                       | —                       | —                       | —                       | —                       | —                       | —                       | —                       | —                       | —                       | |
| My Name Is Skrillex                                                                      | - Релиз: 7 июля 2010 - Лейбл: Независимо - Формат: CD, цифровая загрузка                             | —                       | —                       | —                       | —                       | —                       | —                       | —                       | —                       | —                       | —                       | |
| Scary Monsters and Nice Sprites                                                          | - Релиз: 25 октября 2010 - Лейбл: mau5trap, Big Beat - Формат: CD, LP, цифровая загрузка             | 69                      | 24                      | —                       | 24                      | —                       | —                       | 15                      | 49                      | —                       | —                       | - RIAA: платиновый - ARIA: золотой - MC: платиновый                                                                                    |
| More Monsters and Sprites                                                                | - Релиз: 7 июня 2011 - Лейбл: Big Beat - Формат: CD, LP, цифровая загрузка                           | 124                     | —                       | —                       | —                       | —                       | —                       | —                       | —                       | —                       | —                       | |
| Bangarang                                                                                | - Релиз: 23 декабря 2011 - Лейбл: OWSLA, Big Beat, Atlantic - Формат: CD, LP, цифровая загрузка      | 14                      | 4                       | 89                      | 6                       | 21                      | 25                      | 3                       | —                       | 47                      | 31                      | - RIAA: платиновый - ARIA: платиновый - MC: платиновый - AMPROFON: платиновый - RMNZ: платиновый - IFPI SWI: платиновый - BPI: золотой |
| Leaving                                                                                  | - Релиз: 2 января 2013 - Лейбл: OWSLA, Nest - Формат: Цифровая загрузка                              | —                       | —                       | —                       | —                       | —                       | —                       | —                       | —                       | —                       | —                       | |
| Show Tracks                                                                              | - Релиз: 19 июля 2019 - Лейбл: OWSLA, Atlantic - Формат: Цифровая загрузка, стриминг                 | —                       | —                       | —                       | —                       | —                       | —                       | —                       | —                       | —                       | —                       | |
| «—» обозначает запись, которая не попала в чарт или не была выпущена на этой территории. | |                         |                         |                         |                         |                         |                         |                         |                         |                         |                         | |

## Синглы

### В качестве ведущего исполнителя
| Название                                                                                 | Год  | Высшая позиция в чартах | Высшая позиция в чартах | Высшая позиция в чартах | Высшая позиция в чартах | Высшая позиция в чартах | Высшая позиция в чартах | Высшая позиция в чартах | Высшая позиция в чартах | Высшая позиция в чартах | Высшая позиция в чартах | Сертификации | Альбом                          |
| Название                                                                                 | Год  | US                      | AUS                     | AUT                     | BEL (FL)                | CAN                     | FRA                     | NZ                      | SWE                     | SWI                     | UK                      | Сертификации | Альбом                          |
| ---------------------------------------------------------------------------------------- | ---- | ----------------------- | ----------------------- | ----------------------- | ----------------------- | ----------------------- | ----------------------- | ----------------------- | ----------------------- | ----------------------- | ----------------------- | --- | ------------------------------- |
| «Weekends» (при участии Sirah)                                                           | 2010 | —                       | —                       | —                       | —                       | 93                      | —                       | —                       | —                       | —                       | —                       | - RIAA: золотой - MC: золотой | My Name Is Skrillex             |
| «Scary Monsters and Nice Sprites»                                                        | 2010 | 69                      | 56                      | —                       | —                       | 66                      | 71                      | —                       | 20                      | —                       | 143                     | - RIAA: 2 × платиновый - ARIA: платиновый - GLF: 2 × платиновый - MC: платиновый                                                         | Scary Monsters and Nice Sprites |
| «First of the Year (Equinox)»                                                            | 2011 | 85                      | 84                      | —                       | —                       | 88                      | 187                     | —                       | 19                      | —                       | —                       | - RIAA: платиновый - GLF: 2 × платиновый - MC: золотой                                                                                   | More Monsters and Sprites       |
| «Ruffneck (Full Flex)»                                                                   | 2011 | —                       | —                       | —                       | —                       | —                       | —                       | —                       | —                       | —                       | 89                      | | More Monsters and Sprites       |
| «Breakn' a Sweat» (совместно с The Doors)                                                | 2012 | —                       | —                       | —                       | —                       | 80                      | —                       | —                       | —                       | —                       | 32                      | | Bangarang                       |
| «Bangarang» (при участии Sirah)                                                          | 2012 | 72                      | 4                       | 25                      | 9                       | 26                      | 63                      | 14                      | 24                      | 61                      | 24                      | - RIAA: 3 × платиновый - ARIA: 4 × платиновый - BEA: золотой - BPI: платиновый - GLF: платиновый - IFPI AUT: платиновый - MC: платиновый | Bangarang                       |
| «Lick It» (совместно с Kaskade)                                                          | 2012 | —                       | —                       | —                       | —                       | —                       | —                       | —                       | —                       | —                       | —                       | | Fire & Ice                      |
| «Make It Bun Dem» (совместно с Дэмианом Марли)                                           | 2012 | —                       | 27                      | 34                      | 15                      | 34                      | 87                      | 16                      | 48                      | —                       | 58                      | - RIAA: платиновый - ARIA: золотой - BPI: серебряный - GLF: платиновый - MC: золотой                                                     | Внеальбомный сингл              |
| «The Reason»                                                                             | 2013 | —                       | —                       | —                       | —                       | —                       | —                       | —                       | —                       | —                       | —                       | | Leaving                         |
| «Try It Out» (совместно с Alvin Risk)                                                    | 2013 | —                       | —                       | —                       | —                       | —                       | 185                     | —                       | —                       | —                       | —                       | | Recess                          |
| «Ragga Bomb» (при участии Ragga Twins)                                                   | 2014 | —                       | —                       | —                       | —                       | —                       | —                       | —                       | —                       | —                       | —                       | | Recess                          |
| «Recess» (совместно с Kill the Noise при участии Fatman Scoop и Майкл Анджелакос)        | 2014 | —                       | 47                      | 69                      | —                       | 59                      | 189                     | —                       | —                       | —                       | 57                      | | Recess                          |
| «Dirty Vibe» (совместно с Дипло при участии G-Dragon и CL)                               | 2014 | —                       | —                       | —                       | —                       | —                       | —                       | —                       | —                       | —                       | —                       | | Recess                          |
| «Burial» (совместно с Yogi при участии Pusha T, Moody Good и TrollPhace)                 | 2015 | —                       | —                       | —                       | —                       | —                       | —                       | —                       | —                       | —                       | 90                      | | Внеальбомный сингл              |
| «Bun Up the Dance» (совместно с Диллон Фрэнсис)                                          | 2015 | —                       | —                       | —                       | —                       | —                       | —                       | —                       | —                       | —                       | —                       | | This Mixtape Is Fire            |
| «Squad Out!» (совместно с Jauz при участии Fatman Scoop)                                 | 2015 | —                       | —                       | —                       | —                       | —                       | —                       | —                       | —                       | —                       | —                       | | Adult Swim Singles 2015         |
| «Working for It» (совместно с Zhu и THEY.)                                               | 2015 | —                       | 30                      | —                       | —                       | —                       | 122                     | 39                      | —                       | —                       | 71                      | - ARIA: платиновый | Genesis Series                  |
| «El Chapo» (совместно с The Game)                                                        | 2015 | —                       | —                       | —                       | —                       | —                       | —                       | —                       | —                       | —                       | —                       | - RIAA: золотой | The Documentary 2.5             |
| «VIP’s» (совместно с Must Die!)                                                          | 2016 | —                       | —                       | —                       | —                       | —                       | —                       | —                       | —                       | —                       | —                       | | OWSLA Worldwide Broadcast       |
| «Pretty Bye Bye» (совместно с Team EZY при участии NJOMZA)                               | 2016 | —                       | —                       | —                       | —                       | —                       | —                       | —                       | —                       | —                       | —                       | | OWSLA Worldwide Broadcast       |
| «No Chill» (совместно с Vic Mensa)                                                       | 2016 | —                       | —                       | —                       | —                       | —                       | —                       | —                       | —                       | —                       | —                       | | Traffic                         |
| «Killa» (совместно с Wiwek при участии Elliphant)                                        | 2016 | —                       | —                       | —                       | —                       | —                       | —                       | —                       | —                       | —                       | —                       | | The Free & Rebellious           |
| «Purple Lamborghini» (совместно с Риком Россом)                                          | 2016 | 33                      | 39                      | 56                      | —                       | 28                      | 58                      | 34                      | —                       | —                       | 61                      | - RIAA: платиновый - BPI: серебряный - MC: золотой                                                                                       | Suicide Squad: The Album        |
| «Slam Dunk» (совместно с Валентино Кан при участии Kstylis)                              | 2016 | —                       | —                       | —                       | —                       | —                       | —                       | —                       | —                       | —                       | —                       | | Внеальбомный сингл              |
| «Waiting» (совместно с RL Grime и What So Not)                                           | 2016 | —                       | —                       | —                       | —                       | —                       | —                       | —                       | —                       | —                       | —                       | | Внеальбомный сингл              |
| «Chicken Soup» (совместно с Habstrakt)                                                   | 2017 | —                       | —                       | —                       | —                       | —                       | —                       | —                       | —                       | —                       | —                       | | HOWSLA                          |
| «Would You Ever» (совместно с Poo Bear)                                                  | 2017 | —                       | 42                      | —                       | —                       | 61                      | —                       | —                       | 91                      | 63                      | 55                      | - RIAA: золотой - MC: золотой - BPI: серебряный                                                                                          | Внеальбомный сингл              |
| «Saint Laurent» (совместно с DJ Sliink и Wale)                                           | 2017 | —                       | —                       | —                       | —                       | —                       | —                       | —                       | —                       | —                       | —                       | | Внеальбомный сингл              |
| «Favor» (совместно с Vindata и Nstasia)                                                  | 2017 | —                       | —                       | —                       | —                       | —                       | —                       | —                       | —                       | —                       | —                       | | Внеальбомный сингл              |
| «Goh» (совместно с What So Not при участии KLP)                                          | 2018 | —                       | —                       | —                       | —                       | —                       | —                       | —                       | —                       | —                       | —                       | | Not All the Beautiful Things    |
| «Agen Wida» (совместно с Joyryde)                                                        | 2018 | —                       | —                       | —                       | —                       | —                       | —                       | —                       | —                       | —                       | —                       | | Brave                           |
| «Face My Fears» (совместно с Хикару Утада)                                               | 2019 | 98                      | —                       | —                       | —                       | —                       | —                       | —                       | —                       | —                       | —                       | | Внеальбомный сингл              |
| «Two Nights Part II» (Ремикс) (совместно с Люкке Ли и Ty Dolla Sign)                     | 2019 | —                       | —                       | —                       | —                       | —                       | —                       | —                       | —                       | —                       | —                       | | Still Sad Still Sexy            |
| «Midnight Hour» (совместно с Boys Noize и Ty Dolla Sign)                                 | 2019 | —                       | —                       | —                       | —                       | —                       | —                       | —                       | —                       | —                       | —                       | | Внеальбомный сингл              |
| «—» обозначает запись, которая не попала в чарт или не была выпущена на этой территории. |      |                         |                         |                         |                         |                         |                         |                         |                         |                         |                         | |                                 |

### В качестве приглашенного исполнителя
| Название                                                                                 | Год  | Высшая позиция в чартах | Высшая позиция в чартах | Высшая позиция в чартах | Высшая позиция в чартах | Высшая позиция в чартах | Высшая позиция в чартах | Сертификации                                        | Альбом                      |
| Название                                                                                 | Год  | US                      | BEL (FL)                | CAN                     | FRA                     | MEX Air.                | NZ                      | Сертификации                                        | Альбом                      |
| ---------------------------------------------------------------------------------------- | ---- | ----------------------- | ----------------------- | ----------------------- | ----------------------- | ----------------------- | ----------------------- | --------------------------------------------------- | --------------------------- |
| «Get Up!» (Korn при участии Скриллекса)                                                  | 2011 | —                       | —                       | —                       | —                       | —                       | —                       | - RIAA: золотой                                     | The Path of Totality        |
| «Narcissistic Cannibal» (Korn при участии Скриллекса и Kill the Noise)                   | 2011 | —                       | —                       | 97                      | —                       | 41                      | —                       |                                                     | The Path of Totality        |
| «Bring Out The Devil» (SOFI при участии Скриллекса и Kill the Noise)                     | 2011 | —                       | —                       | —                       | —                       | —                       |                         |                                                     | Locked & Loaded Pt.1        |
| «Wild for the Night» (A$AP Rocky при участии Скриллекса и Birdy Nam Nam)                 | 2013 | 80                      | —                       | 65                      | 169                     | —                       | 38                      | - RIAA: платиновый - ARIA: золотой - MC: платиновый | Long. Live. ASAP            |
| «Drum Machine» (Big Grams при участии Скриллекса)                                        | 2015 | —                       | —                       | —                       | —                       | —                       | —                       |                                                     | Big Grams                   |
| «Spoon Me» (Elliphant при участии Скриллекса)                                            | 2016 | —                       | —                       | —                       | —                       | —                       | —                       |                                                     | Living Life Golden          |
| «End of the World» (Mr. Oizo при участии Скриллекса)                                     | 2016 | —                       | —                       | —                       | —                       | —                       | —                       |                                                     | All Wet                     |
| «So Am I» (Ty Dolla $ign при участии Дэмиана Марли и Скриллекса)                         | 2017 | —                       | —                       | —                       | —                       | —                       | —                       |                                                     | Beach House 3               |
| «Warlordz» (TroyBoi при участии Скриллекса)                                              | 2019 | —                       | —                       | —                       | —                       | —                       | —                       |                                                     | Vibez, Vol. 3               |
| «Way to Break My Heart» (Эд Ширан при участии Скриллекса)                                | 2019 | —                       | —                       | 79                      | —                       | —                       | —                       |                                                     | No.6 Collaborations Project |
| «—» обозначает запись, которая не попала в чарт или не была выпущена на этой территории. |      |                         |                         |                         |                         |                         |                         |                                                     |                             |

## Другие песни в чартах
| Название                                                                                 | Год  | Высшие позиции в чартах | Высшие позиции в чартах | Высшие позиции в чартах | Высшие позиции в чартах | Высшие позиции в чартах | Сертификации                       | Альбом                                        |
| Название                                                                                 | Год  | US                      | US Dance                | AUS                     | CAN                     | UK                      | Сертификации                       | Альбом                                        |
| ---------------------------------------------------------------------------------------- | ---- | ----------------------- | ----------------------- | ----------------------- | ----------------------- | ----------------------- | ---------------------------------- | --------------------------------------------- |
| «Rock ’n’ Roll (Will Take You to the Mountain)»                                          | 2010 | —                       | —                       | —                       | —                       | —                       | - RIAA: золотой                    | Scary Monsters and Nice Sprites               |
| «Kill Everybody»                                                                         | 2010 | —                       | —                       | —                       | —                       | —                       | - RIAA: золотой                    | Scary Monsters and Nice Sprites               |
| «Still Getting It» (совместно с Foreign Beggars)                                         | 2011 | —                       | —                       | —                       | —                       | —                       |                                    | The Harder They Fall                          |
| «Ruffneck (Flex)»                                                                        | 2011 | —                       | —                       | —                       | —                       | —                       |                                    | More Monsters and Sprites                     |
| «Right In»                                                                               | 2011 | —                       | 24                      | —                       | —                       | —                       |                                    | Bangarang                                     |
| «Kyoto» (при участии Sirah)                                                              | 2011 | 74                      | —                       | 50                      | 59                      | 175                     | - RIAA: платиновый - ARIA: золотой | Bangarang                                     |
| «The Devil’s Den» (совместно с Вольфгангом Гартнером)                                    | 2011 | —                       | 35                      | —                       | —                       | —                       |                                    | Bangarang                                     |
| «Summit» (при участии Элли Голдинг)                                                      | 2011 | —                       | 18                      | —                       | —                       | —                       | - RIAA: золотой                    | Bangarang                                     |
| «Reptile’s Theme»                                                                        | 2011 | —                       | —                       | —                       | —                       | —                       |                                    | Mortal Kombat: Songs Inspired by the Warriors |
| «All Is Fair in Love and Brostep» (совместно с Ragga Twins)                              | 2014 | —                       | 17                      | —                       | —                       | —                       |                                    | Recess                                        |
| «Stranger» (совместно с KillaGraham при участии Сэма Дью)                                | 2014 | —                       | 21                      | —                       | —                       | —                       |                                    | Recess                                        |
| «Coast Is Clear» (при участии Chance the Rapper и The Social Experiment)                 | 2014 | —                       | 33                      | —                       | —                       | —                       |                                    | Recess                                        |
| «Doompy Poomp»                                                                           | 2014 | —                       | 45                      | —                       | —                       | —                       |                                    | Recess                                        |
| «Fuck That»                                                                              | 2014 | —                       | 39                      | —                       | —                       | —                       |                                    | Recess                                        |
| «Ease My Mind» (при участии Niki and the Dove)                                           | 2014 | —                       | 27                      | —                       | —                       | —                       |                                    | Recess                                        |
| «Fire Away» (при участии Кида Гарпуна)                                                   | 2014 | —                       | 43                      | —                       | —                       | —                       |                                    | Recess                                        |
| «—» обозначает запись, которая не попала в чарт или не была выпущена на этой территории. |      |                         |                         |                         |                         |                         |                                    |                                               |

## Ремиксы
| Год  | Песня                                                    | Исполнитель                                                                   |
| ---- | -------------------------------------------------------- | ----------------------------------------------------------------------------- |
| 2009 | «Bad Romance»                                            | Леди Гага                                                                     |
| 2009 | «What Is Light? Where Is Laughter?»                      | Twin Atlantic                                                                 |
| 2009 | «The Sadness Will Never End»                             | Bring Me the Horizon                                                          |
| 2009 | «No Mercy, Only Violence»                                | The Library                                                                   |
| 2009 | «This Is the Shark Attack»                               | Shark Attack                                                                  |
| 2009 | «Seventeen»                                              | Casxio                                                                        |
| 2009 | «Shapeshift» (Horse the Band Vs. Skrillex)               | Horse the Band                                                                |
| 2009 | «Golden Mummy Golden Bird» (Horse the Band vs. Skrillex) | Horse the Band                                                                |
| 2009 | «Sick Bubblegum» (Skrillex Remix)                        | Роб Зомби                                                                     |
| 2010 | «Alejandro»                                              | Леди Гага                                                                     |
| 2010 | «Scream And Shout»                                       | Live Last                                                                     |
| 2010 | «Zeig Mir Wie Du Tanzt»                                  | Frida Gold                                                                    |
| 2010 | «In for the Kill»                                        | La Roux                                                                       |
| 2010 | «The Wind Blows»                                         | The All-American Rejects                                                      |
| 2010 | «Hey Sexy Lady»                                          | I SQUARE                                                                      |
| 2010 | «Just the Way You Are» (Skrillex BatBoi Remix)           | Бруно Марс                                                                    |
| 2010 | «Rock That Body»                                         | The Black Eyed Peas                                                           |
| 2011 | «Cinema»                                                 | Бенни Бенасси (при участии Gary Go)                                           |
| 2011 | «Love In Motion» (Funkt-Out Remix)                       | SebastiAn (при участии Mayer Hawthorne)                                       |
| 2011 | «Promises» (совместно с Nero)                            | Nero                                                                          |
| 2011 | «Levels»                                                 | Авичи                                                                         |
| 2011 | «Born This Way» (Skrillex Died This Way Remix)           | Леди Гага                                                                     |
| 2011 | «Syndicate Theme»                                        | SyndicateGame                                                                 |
| 2012 | «Holdin’ On» (совместно с Nero)                          | MONSTA                                                                        |
| 2012 | «Goin’ In» («Goin’ Hard» Mix)                            | Birdy Nam Nam                                                                 |
| 2012 | «Goin’ In» («Goin’ Down» Mix)                            | Birdy Nam Nam                                                                 |
| 2013 | «International»                                          | Chase & Status                                                                |
| 2014 | «NRG» (совместно с Kill The Noise и Milo & Otis)         | Duck Sauce                                                                    |
| 2014 | «Burial» (совместно с Trollphace)                        | Yogi (при участии Pusha T)                                                    |
| 2014 | «Ragga Bomb» (совместно с Zomboy)                        | Скриллекс (при участии Ragga Twins)                                           |
| 2015 | «Bad Man»                                                | Ragga Twins                                                                   |
| 2015 | «Where Are U Now» (Marshmello Remix) [Skrillex Flip]     | Jack Ü и Джастин Бибер                                                        |
| 2015 | «Red Lips»                                               | GTA (при участии Сэма Бруно)                                                  |
| 2015 | «Stranger» (совместно с Tennyson & White Sea)            | Скриллекс и Killagraham (при участии Сэма Дью)                                |
| 2016 | «Make a Move»                                            | Torro Torro                                                                   |
| 2016 | «Red Lips» (Dillon Francis X Skrillex Rebirth)           | GTA (при участии Сэма Бруно)                                                  |
| 2016 | «Show Me Love»                                           | Hundred Waters (при участии Chance The Rapper, Moses Sumney и Robin Hannibal) |
| 2017 | «Humble»                                                 | Кендрик Ламар                                                                 |
| 2017 | «Babylon» (совместно с Ronny J)                          | Ekali (при участии Дензела Карри)                                             |
| 2018 | «The Island, Part 1»                                     | Pendulum                                                                      |
| 2018 | «Sicko Mode»                                             | Трэвис Скотт                                                                  |
| 2019 | «Due West»                                               | Kelsey Lu                                                                     |

## Музыкальные видео

### В качестве ведущего исполнителя
| Название                                                                                  | Год  | Режиссёр                                                    |
| ----------------------------------------------------------------------------------------- | ---- | ----------------------------------------------------------- |
| «Mora» (Demo) (как Сонни)                                                                 | 2009 | Sonny & The Blood Monkeys                                   |
| «Mora» (как Сонни)                                                                        | 2009 | Shawn Butcher                                               |
| «Rock n Roll (Will Take You to the Mountain)»                                             | 2011 | Jason Ano                                                   |
| «First of the Year (Equinox)»                                                             | 2011 | Tony Truand                                                 |
| «Ruffneck (Full Flex)»                                                                    | 2011 | Tony Truand                                                 |
| «Bangarang» (при участии Sirah)                                                           | 2012 | Tony Truand                                                 |
| «Make It Bun Dem» (совместно с Дэмианом Марли)                                            | 2012 | Tony Truand                                                 |
| «Breakn' a Sweat» (совместно с The Doors)                                                 | 2012 | Brian Welsh                                                 |
| «The Devils Den» (совместно с Вольфгангом Гартнером)                                      | 2012 | Arev Manoukian                                              |
| «Breakn' a Sweat» (совместно с The Doors)                                                 | 2012 | Radical Friend                                              |
| «Summit» (совместно с Элли Голдинг)                                                       | 2013 | Pilerats                                                    |
| «The Reason»                                                                              | 2013 |                                                             |
| «Try It Out» (Neon Mix) (совместно с Alvin Risk)                                          | 2013 | Liam Underwood, Josh Goleman, Sonny Moore и Marcio Alvarado |
| «Ragga Bomb» (при участии Ragga Twins)                                                    | 2014 | Terrence Neale                                              |
| «Try It Out» (Neon Mix) (совместно с Alvin Risk)                                          | 2014 | Tony Truand                                                 |
| «Fuck That»                                                                               | 2014 | Nabil Elderkin                                              |
| «Dirty Vibe» (совместно с Дипло при участии G-Dragon и CL)                                | 2014 | Lil' Internet                                               |
| «Doompy Poomp»                                                                            | 2015 | Fleur & Manu                                                |
| «Burial» (совместно с Yogi при участии Pusha T, Moody Good и TrollPhace)                  | 2015 | Grant Singer                                                |
| «Stranger» (Skrillex Remix совместно с Tennyson & Морган Кибби) (совместно с KillaGraham) | 2015 | Andrew Donoho                                               |
| «Red Lips (Skrillex Remix)» (GTA)                                                         | 2016 | Grant Singer                                                |
| «No Chill» (совместно с Vic Mensa)                                                        | 2016 | Colin Tilley                                                |
| «Purple Lamborghini» (совместно с Риком Россом)                                           | 2016 | Colin Tilley                                                |

### В качестве приглашенного исполнителя
| Название | Год  | Режиссёр                           |
| --- | ---- | ---------------------------------- |
| «Cinema» (Benny Benassi при участии Скриллекса и Gary Go)                                                     | 2011 | Lenny Beckerman                    |
| «Wild for the Night» (A$AP Rocky при участии Скриллекса и Birdy Nam Nam)                                      | 2013 | Крис Робинсон, ASAP Rocky          |
| «Show Me Love» (Skrillex Remix) (Hundred Waters при участии Chance the Rapper, Moses Sumney и Робин Хэннибал) | 2016 | Skrillex, Frank Mobilio (фотограф) |
| «Deadbeat» (Sirah при участии Скриллекса)                                                                     | 2017 | David Forehand                     |

## Совместно с Dog Blood

### Мини-альбомы
| Название                   | Детали                                                                                        | Список треков |
| -------------------------- | --------------------------------------------------------------------------------------------- | --- |
| Next Order / Middle Finger | - Релиз: 12 августа 2012 - Лейбл: OWSLA/Boysnoize Records - Формат: Цифровая загрузка, винил  | - «Next Order» - «Middle Finger» |
| Middle Finger Pt. 2        | - Релиз: 16 сентября 2013 - Лейбл: OWSLA/Boysnoize Records - Формат: Цифровая загрузка, винил | - «Middle Finger Pt. 2» - «Chella Ride» - «Shred or Die» - «Middle Finger (The M Machine Remix)» - «Middle Finger Pt. 2 (Millions Like Us Remix)» - «Chella Ride (Mr. Oizo Remix)» |
| Turn Off the Lights        | - Релиз: 31 мая 2019 - Лейбл: OWSLA/Boysnoize Records - Формат: Цифровая загрузка, стриминг   | - «Break Law» - «4 Mind» (совместно с Josh Pan и X&G) - «Kokoe» (совместно с Otira) - «Turn Off the Lights»                                                                        |

1. ↑  Эксклюзивный трек из лимитированной серии[91]

### Синглы
| Год  | Название              | Лейбл                                        |
| ---- | --------------------- | -------------------------------------------- |
| 2019 | «Turn Off the Lights» | OWSLA / Boysnoize Records / Atlantic Records |

### Ремиксы
| Год  | Название                                                      | Исполнитель | Лейбл        |
| ---- | ------------------------------------------------------------- | ----------- | ------------ |
| 2013 | «Wild for the Night» (при участии Скриллекса и Birdy Nam Nam) | A$AP Rocky  | OWSLA / NEST |

## Совместно с Jack Ü

### Студийные альбомы
| Название                                                                                 | Детали                                                                                               | Высшая позиция в чартах | Высшая позиция в чартах | Высшая позиция в чартах | Высшая позиция в чартах | Высшая позиция в чартах | Сертификации    |
| Название                                                                                 | Детали                                                                                               | US                      | US Dance                | AUS                     | NZ                      | UK                      | Сертификации    |
| ---------------------------------------------------------------------------------------- | --- | ----------------------- | ----------------------- | ----------------------- | ----------------------- | ----------------------- | --------------- |
| Skrillex and Diplo Present Jack Ü                                                        | - Релиз: 27 февраля 2015 - Лейбл: Atlantic, Mad Decent, OWSLA - Формат: CD, цифровая загрузка, винил | 26                      | 1                       | 12                      | 15                      | 131                     | - RIAA: золотой |
| «—» обозначает запись, которая не попала в чарт или не была выпущена на этой территории. | |                         |                         |                         |                         |                         |                 |

### Синглы
| Название                                                                                 | Год  | Высшая позиция в чартах | Высшая позиция в чартах | Высшая позиция в чартах | Высшая позиция в чартах | Высшая позиция в чартах | Высшая позиция в чартах | Высшая позиция в чартах | Сертификации                                                                                               | Альбом                            |
| Название                                                                                 | Год  | US                      | AUS                     | NOR                     | NZ                      | SWE                     | UK                      | UK Dance                | Сертификации                                                                                               | Альбом                            |
| ---------------------------------------------------------------------------------------- | ---- | ----------------------- | ----------------------- | ----------------------- | ----------------------- | ----------------------- | ----------------------- | ----------------------- | --- | --------------------------------- |
| «Take Ü There» (при участии Кайзы)                                                       | 2014 | —                       | —                       | —                       | —                       | —                       | 63                      | 16                      | - RIAA: золотой                                                                                            | Skrillex and Diplo Present Jack Ü |
| «Where Are Ü Now» (совместно с Джастином Бибером)                                        | 2015 | 8                       | 3                       | 12                      | 3                       | 6                       | 3                       | 1                       | - ARIA: 2 × платиновый - IFPI DEN: золотой - GLF: платиновый - RIAA: 4 × платиновый - RMNZ: 2 × платиновый | Skrillex and Diplo Present Jack Ü |
| «To Ü» (при участии AlunaGeorge)                                                         | 2015 | —                       | 83                      | —                       | —                       | —                       | —                       | —                       | | Skrillex and Diplo Present Jack Ü |
| «—» обозначает запись, которая не попала в чарт или не была выпущена на этой территории. |      |                         |                         |                         |                         |                         |                         |                         | |                                   |

### Ремиксы
| Название | Год  | Исполнитель | Альбом             |
| -------- | ---- | ----------- | ------------------ |
| «7/11»   | 2014 | Бейонсе     | Внеальбомный сингл |

## Продюсирование
| Название                                            | Год  | Исполнитель    | Альбом                      |
| --------------------------------------------------- | ---- | -------------- | --------------------------- |
| «16»                                                | 2016 | Крейг Дэвид    | Following My Intuition      |
| «Get It Right» (при участии MØ)                     | 2018 | Дипло          | Give Me Future              |
| «She Loves Control»                                 | 2018 | Камила Кабельо | Camila                      |
| «Wasted Times»                                      | 2018 | The Weeknd     | My Dear Melancholy          |
| «Light Me Up» (при участии Julia Michaels & Miguel) | 2018 | RL Grime       | Nova                        |
| «Take Me Back to London» (при участии Stormzy)      | 2019 | Эд Ширан       | No.6 Collaborations Project |

### Комментарии
1. ↑  Don’t Get Too Close не вошëл в чарт UK Albums Chart, но достиг высшей позиции под номером 84 в чарте UK Album Downloads Chart.[27]
2. ↑  «First of the Year (Equinox)» не вошёл в чарт Ultratop 50, но достиг высшей позиции под номером семь в чарте Flemish Ultratip.[17]
3. ↑  «Breakn' a Sweat» не вошёл в чарт Ultratop 50, но достиг высшей позиции под номером 48 в чарте Flemish Ultratip.[17]
4. ↑  «Make It Bun Dem» не вошёл в чарт Billboard Hot 100, но достиг высшей позиции под номером шесть в чарте Bubbling Under Hot 100 Singles.[51]
5. ↑  «Ragga Bomb» не вошёл в чарт Ultratop 50, но достиг высшей позиции под номером 75 в чарте Flemish Ultratip.[17]
6. ↑  «Recess» не вошёл в чарт Billboard Hot 100, но достиг высшей позиции под номером шесть в чарте Bubbling Under Hot 100 Singles.[51]
7. ↑  «Recess» не вошёл в чарт Ultratop 50, но достиг высшей позиции под номером 25 в чарте Flemish Ultratip.[17]
8. ↑  «Purple Lamborghini» не вошёл в чарт Ultratop 50, но достиг высшей позиции под номером 36 в чарте Flemish Ultratip.[17]
9. ↑  «Would You Ever» не вошёл в чарт Billboard Hot 100, но достиг высшей позиции под номером 24 в чарте Bubbling Under Hot 100 Singles.[51]
10. ↑  «Would You Ever» не вошёл в чарт Ultratop 50, но достиг высшей позиции под номером три в чарте Flemish Ultratip.[17]
11. ↑  «Would You Ever» не вошёл в чарт NZ Top 40 Singles, но достиг высшей позиции под номером два в чарте NZ Heatseeker Singles.[57]
12. ↑  «Face My Fears» не вошёл в чарт NZ Top 40 Singles, но достиг высшей позиции под номером 24 в чарте NZ Hot Singles.[61]
13. ↑  «Midnight Hour» не вошёл в чарт NZ Top 40 Singles, но достиг высшей позиции под номером 37 в чарте NZ Hot Singles.[64]
14. ↑  «Get Up!» не вошёл в чарт Billboard Hot 100, но достиг высшей позиции под номером восемь в чарте Bubbling Under Hot 100 Singles.[51]
15. ↑  «Narcissistic Cannibal» не вошёл в чарт Billboard Hot 100, но достиг высшей позиции под номером 17 в чарте Bubbling Under Hot 100 Singles.[51]
16. ↑  «Wild for the Night» не вошёл в чарт Ultratop 50, но достиг высшей позиции под номером 13 в чарте Flemish Ultratip.[17]
17. ↑  «Spoon Me» не вошёл в чарт Ultratop 50, но попал в чарт Flemish Ultratip.[17]
18. ↑  «So Am I» не вошёл в чарт NZ Top 40 Singles, но достиг высшей позиции под номером шесть в чарте NZ Heatseeker Singles.[71]
19. ↑  «Rock ’n’ Roll (Will Take You to the Mountain)» не вошёл в чарт Hot Dance/Electronic Songs, но достиг высшей позиции под номером 32 в чарте Dance/Electronic Digital Song Sales.[75]
20. ↑  «Kill Everybody» не вошёл в чарт Hot Dance/Electronic Songs, но достиг высшей позиции под номером 21 в чарте Dance/Electronic Digital Song Sales.[75]
21. ↑  «Still Getting It» не вошёл в чарт Hot Dance/Electronic Songs, но достиг высшей позиции под номером 18 в чарте Dance/Electronic Digital Song Sales.[75]
22. ↑  «Ruffneck (Flex)» не вошёл в чарт Hot Dance/Electronic Songs, но достиг высшей позиции под номером 36 в чарте Dance/Electronic Digital Song Sales.[75]
23. ↑  «Kyoto» не вошёл в чарт Hot Dance/Electronic Songs, но достиг высшей позиции под номером пять в чарте Dance/Electronic Digital Song Sales.[76]